# Niemiecka Socjalistyczna Partia Pracy w Polsce
Niemiecka Socjalistyczna Partia Pracy w Polsce (niem. Deutsche Sozialistische Arbeitspartei in Polen) – główne polityczne ugrupowanie antyhitlerowskiej mniejszości niemieckiej w Polsce. Założona w 1925; partia ta współpracowała z Polską Partią Socjalistyczną, po 1933 jej wpływy zmniejszyły się; istniała do 1939.

## Historia niemieckich socjalistów w Polsce przed 1918
Pierwsze polskie socjalistyczne partie cieszyły się poparciem niemieckich robotników mieszkających na terenach dawnej Polski. Już w partii Proletariat, założonej przez Ludwika Waryńskiego w 1882 r., Niemcy łódzcy odgrywali znaczącą rolę w miejscowych strukturach partyjnych. Wielu niemieckich socjalistów z terenów rosyjskiego zaboru wstąpiło później do Socjaldemokracji Królestwa Polskiego i Litwy, głównie ze względu na nacisk Polskiej Partii Socjalistycznej na program narodowy kosztem internacjonalizmu. Siła Niemców w SDKPiL była tak duża, że rywale z Polskiej Partii Socjalistycznej liderów tej partii traktowali jako „niemieckich robotników z Łodzi i niezasymilowanych żydowskich inteligentów”. Dominacja SDKPiL w środowiskach Niemców Kongresówki wyraźnie osłabła po 1905 r. na rzecz PPS. SDKPiL dysponowała organizacjami niemieckimi także w pruskim i austriackim zaborze, gdzie uznawały one odpowiednio program erfurcki i hainfeldzki.

## 1918–1922

### Górny Śląsk
Po odzyskaniu przez Polskę niepodległości w 1918 r. niemieccy socjaliści musieli się ustosunkować do daleko idących zmian granicznych. W Katowicach, Bydgoszczy i Bielsku przez krótki czas działały przedwojenne organizacje socjalistyczne podlegające SPD i SPÖ. Koniec wojny oraz idące za nim zniesienie stanu wyjątkowego pozwoliły na ożywienie się lokalnych SPD i PPS. W 1921 r. w szeregach górnośląskiej SPD było zapisanych 8 tysięcy, a w szeregach PPS około 40 tysięcy członków. Na sytuację SPD wpływało negatywnie istnienie konkurencyjnej Niezależnej Partii Socjaldemokratycznej Niemiec (USPD) oraz aktywność lokalnych komunistów (KPD). Plebiscyt z 1921 r. oraz późniejszy podział Górnego Śląska podzieliły niemieckich i polskich socjaldemokratów – niemieccy wstępowali do lokalnych Freikorpsów, polscy zasilali organizacje powstańcze. Rezultaty akcji pojednawczych ze strony socjaldemokracji Niemiec i Polski były nikłe. Rozdrobnienie niemieckiej socjaldemokracji na polskim Górnym Śląsku skończyło się wraz ze zjednoczeniem katowickiej organizacji SPD, USPD i Niemieckiej Socjaldemokratycznej Partii Pracy Bielska-Cieszyna w „Niemiecką Socjaldemokratyczną Partię w Polskim Górnym Śląsku” (Deutsche Sozialdemokratische Partei Polnisch-Oberschlesiens DSPP) na zjeździe 26 marca 1922 r. Miesiąc później rozwiązano oddział górnośląskiej SPD.

### Polska środkowa
Łódzcy niemieccy socjaliści mieli wyjątkową pozycję wśród innych grup Niemców socjalistów. Nie musieli oni stawiać nacisku na kwestię bycia mniejszością narodową, ze względu na długą tradycję współpracy z polskimi i żydowskimi socjalistami. Niepodległość Polski była dla lokalnych socjalistów niemieckich o wiele mniejszym szokiem niż dla socjalistów niemieckich z Górnego Śląska lub Pomorza. Po wyborach samorządowych z listopada 1922 r. grupa młodych Niemców socjalistów założyła „tymczasowy komitet organizacyjny”, który przerodził się 19 stycznia 1922 r. w „Niemiecką Partię Pracy Polski” (Deutsche Arbeiterpartei Polens. DAP). Partia miała silne wpływy w Łodzi oraz w Tomaszowie, Pabianicach, Zgierzu, Aleksandrowie, Ozorkowie, Konstantynowie, Zduńskiej Woli, Białymstoku i Żyrardowie. Na czele partii stali Emil Zerbe Artur Krönig, Ludwik Kuk i Oskar Seidler.

### Pomorze i wielkopolska
Niemieccy socjaliści w Wielkopolsce i na Pomorzu powołali 6 sierpnia 1919 „Niemiecką Partię Socjaldemokratyczną w Polsce” (Deutsche Sozialdemokratische Partei Polens, DSPP), którą kierował prezes Artur Pankratz. Partia powołana została z połączenia toruńskiej filii Niezależnej Socjaldemokratycznej Partii Niemiec USPD, SPD i Wolnych Związków Zawodowych. Miała oparcie w Zjednoczeniu Wolnych Związków Zawodowych w Polsce Zachodniej (DG). Organem partii był tygodnik „Volkszeitung”.

## 1922–1933
W 1922 wszystkie socjalistyczne formacje odniosły sukces wyborczy. W wyborach parlamentarnych do Sejmu RP w ramach Bloku Mniejszości Narodowych posłami zostali Artur Krönig, Emil Zerbe oraz August Utta (wszyscy DAP), oraz Artur Pankratz (DSPP). W wyborach do Sejmu Śląskiego posłami zostali Karl Buchwald i Johann Kowoll z DSPP.
Świeżo powstałe DSPP i DAP zaczęły w 1922 serię rozmów międzypartyjnych na temat zjednoczenia niemieckich partii socjalistycznych. Porozumienie było trudne ze względu na niechęć łódzkich socjalistów do realnej pracy nad zjednoczeniem wszystkich partii niemieckich socjalistów. Liderzy DAP zaproponowali DSPP w październiku 1923 r. zjednoczenie egzekutyw partyjnych, lecz ta propozycja przeszła bez odpowiedzi. Na drugim zjeździe DAP w 1925 r. zdecydowano się na wspólną grupę roboczą DAP-DSPP i innych partii niemieckich socjalistów. Grupa robocza składała się z Zerbego, radnych Łodzi Reinholda Klima i Ludwiga Kuka, katowickiego lidera DSPP Johanna Kowolla, posła na Sejm Karla Buchwalda oraz reprezentantów partii Pomorza oraz Bielska.
1 kwietnia 1924 dochodzi do połączenia śląskiej DSPP z organizacją z Pomorza. Organizacja pomorska tworzy samodzielny okręg agitacyjny „Posen-Pommerellen”.
Kwestiami, które najbardziej zajmowały grupę roboczą były nazwa nowej partii, program, statut organizacyjny, jak i miejsce zjazdu zjednoczeniowego. Ostatecznie zdecydowano się na „Deutsche Sozialistische Arbeitspartei Polens” (Niemiecką Socjalistyczną Partię Pracy Polski), przyjęcie programu heidelberskiego SPD jako programu zjednoczonej partii socjalistów niemieckich w Polsce. Jednym z pierwszych kroków nowej partii było wydanie manifestu w tym samym roku, w którym partia opowiedziała się za „narodowo-kulturalną autonomią” oraz „utrzymaniem i rozbudową osiągnięć społecznych, gospodarczych, politycznych i narodowych”. Nowa partia deklarowała także współpracę z innymi partiami socjalistycznymi Polski (PPS, Bund). Problemem, nad którym długo debatowano była siedziba przywództwa partii, ze względu na daleko idący konflikt między Górnym Śląskiem a Łodzią o prymat w niemieckim ruchu socjalistycznym w Polsce. Na zjeździe w Łodzi między 5 a 8 października 1929 ustalono ostatecznie, że przywództwo partii będzie znajdować się w Łodzi, a oficjalnym organem prasowym zostanie „Lodzer Volkszeitung” (Łódzka Gazeta Ludowa). Zdecydowano także o dużej autonomii poszczególnych okręgów partii – według Petry Blachetty-Madajczyk na DSAP składały się trzy mniejsze regionalne grupy socjalistów. Pomimo dużej autonomii partia przeszła przez szereg rozłamów w latach 30. – w 1931 r. z partii odeszła skrajnie lewicowa część okręgu łódzkiego do DSAP-Linke (Niemiecka Socjalistyczna Partia Pracy w Polsce – Lewica), w 1935 skrajnie prawicowa.
Tuż po zjednoczeniu odnotowano w krótkim czasie kilka dużych sukcesów. W wyborach do rady miasta w Łodzi latem 1927 r. DSAP uzyskało 7 mandatów (16 643 głosów) i było drugą po Polskiej Partii Socjalistycznej siłą. Dla porównania blok burżuazyjnych partii niemieckich w Łodzi uzyskał 3 mandaty. W miastach środkowej Polski do DSAP należało 36 radnych miejskich i 6 członków zarządów miast. W dawnym Śląsku Cieszyńskim w grudniu 1929 r. DSAP otrzymało w wyborach samorządowych razem z PPS około 11 mandatów. Znaczenie niemieckich socjalistów w Bielsku było bardzo duże – drugi wiceburmistrz miasta należał do DSAP. W Katowicach DSAP zdobyło w wyborach samorządowych pod koniec 1929 r. 2 mandaty radnych miejskich.
W trakcie przygotowań do wyborów do Sejmu i Senatu w 1928 DSAP postanowiła wejść w blok wyborczy z PPS. Decyzję taką podjęły okręgi: śląski, cieszyński i łódzki. Sprzeciwił się natomiast okręg pomorski. 7 stycznia 1928 r. podpisano umowę wyborczą z przedstawicielem Polskiej Partii Socjalistycznej posłem Ziemięckim. W myśl tej umowy Polska Partia Socjalistyczna w zamian za poparcie jej list przez socjalistów niemieckich, zobowiązała się do współdziałania w sprawie zrealizowania niemieckich postulatów narodowych, zwłaszcza uzyskania autonomii narodowo-kulturalnej. Poza tym układ obu partii zapewniał kandydatom niemieckim miejsca na listach wyborczych PPS w kilku okręgach. W okręgu Łódź powiat Emil Zerbe postawiony został na drugim miejscu, w okręgu Łódź-Miasto b. poseł Artur Kronig na trzecim miejscu. Na Śląsku kandydaci niemieccy umieszczeni zostali na listach PPS w okręgach Nr 38 Królewska-Huta, Nr 39 Katowice, Nr 40 Cieszyn.
20 czerwca 1928 na skutek niezgodności do budowania wspólnej koalicji z PPS, regionalna struktura z Pomorza ponownie oddzieliła się od DSAP i ponownie powołała DSPP. Jej przewodniczącym ponownie został Artur Pankratz, drugim przewodniczącym P. Neumann, zaś sekretarzem R. Zittalau (redaktor naczelny „Volkszeitung”). W skład zarządu weszli ponadto Hack i Hackbarth. Zmieniono nazwę wydawanej gazety na „Bromberg Volkszeitung”.

## 1933–1939
Przejęcie władzy w Niemczech przez Adolfa Hitlera stanowiło ważny punkt dla niemieckich socjalistów w Polsce. Do 1933 r. mogli oni liczyć na wsparcie finansowe i organizacyjne ze strony Niemiec, czego odmówiono im po upadku Republiki Weimarskiej. Naziści przywiązywali szczególną uwagę do szerzenia ideologii narodowosocjalistycznej wśród mniejszości niemieckich w Europie, w tym przede wszystkim w Europie Środkowowschodniej. Pierwszym regionem, w którym był widoczny kryzys DSAP był Górny Śląsk, w którym latem 1933 r. aż 80% miejscowych Niemców popierało narodowych socjalistów. Odpowiedzią na kryzys górnośląskich socjalistów była ponadpartyjna akcja przeciw narodowym socjalistom oraz próba zjednoczenia się z lokalną organizacją Polskiej Partii Socjalistycznej, co nie powstrzymało słabnięcia lokalnego okręgu DSAP. W 1932 r. do partii należało 5429 osób na Górnym Śląsku, pięć lat później już tylko 560. W ciągu następnych czterech lat partia przeżyła poważny kryzys finansów oraz odpływ członków do prohitlerowskich partii mniejszości niemieckiej w Polsce. Do 1936 r. aktywne były tylko okręgi górnośląski i chorzowski, rok później okręg chorzowski był jedynym funkcjonującym okręgiem DSAP. Większość dawnych członków DSAP, która została z partią do końca, zdecydowała się przejść do PPSu.

## Po wybuchu wojny
Niemieccy socjaliści w Polsce po wybuchu drugiej wojny światowej przeszli do podziemia. Najbardziej znaną osobistością ze „starej” DSAP pracującą w podziemiu jest Emil Zerbe. Szacuje się, że ok. 400 aktywnych politycznie Niemców pomagało Polakom w ramach obrony Warszawy w czasie kampanii wrześniowej, z czego 370 osób należało do DSAP, a 30 do SPD. Zerbe z pomocą PPS-Wolność Równość Niepodległość założył DSAP-WRN, w której znalazło się ok. 2 tysiące osób. Historia DSAP kończy się na odmowie legalizacji DSAP w Polsce lubelskiej.

## Prasa niemieckich socjalistów
Gazety niemieckich socjalistów miały w większości charakter regionalny. W Katowicach w 1916 r. założono „Volkswille” (Wolę Ludu) z inicjatywy Otto Brauna, będącą górnośląskim organem prasowym SPD. Misję tę „Volkswille” kontynuowała po przejęciu Katowic przez Polskę jako pismo DSAP. „Volkswille” do 1932 r. wychodziła w nakładzie 4–5 tysięcy egzemplarzy. „Lodzer Volkszeitung” była oficjalnym czasopismem partyjnym, wychodzącym w Łodzi. W Bielsku wydawano „Volksstime” (Głos Ludu).